# Кургањинск
Курганинск (рус. Курганинск) град је у Русији у Краснодарском крају. Према попису становништва из 2010. у граду је живело 47970 становника.

## Становништво
| 1939.  | 1959.  | 1970.  | 1979.  | 1989.  | 2002.  | 2010.  |
| ------ | ------ | ------ | ------ | ------ | ------ | ------ |
| 12.202 | 24.266 | 34.815 | 37.559 | 40.763 | 46.618 | 47.970 |